# Keep an Eye on Dan
Keep an Eye on Dan (englisch für „Hab ein Auge auf Dan“) ist ein Lied der schwedischen Popmusikgruppe ABBA. Es wurde am 5. November 2021 im Rahmen der Erscheinung des zugehörigen Albums Voyage veröffentlicht.

## Entstehung

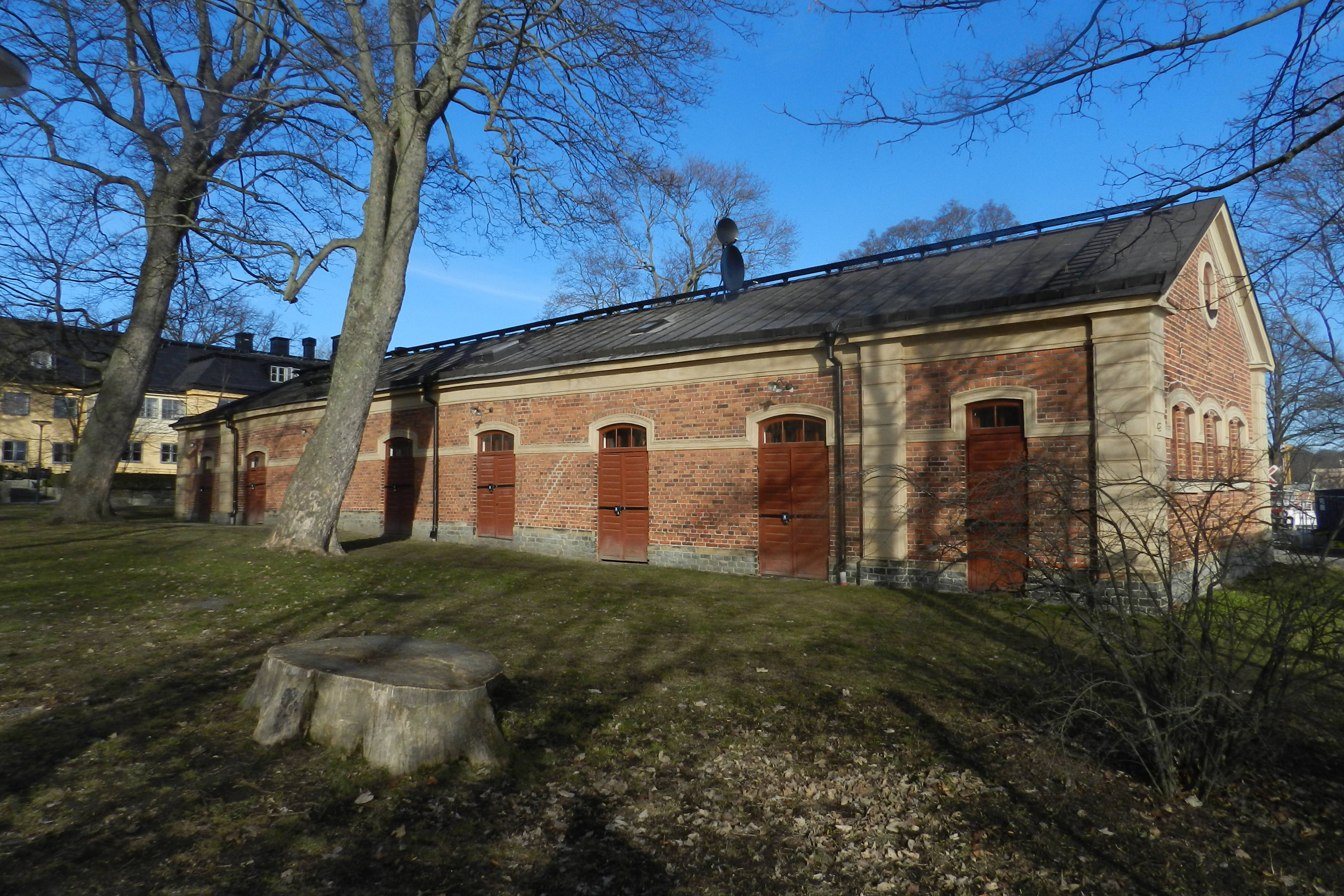
Das Riksmixningsverket-Studio auf der Stockholmer Insel Skeppsholmen

2018 wurden die Singles I Still Have Faith in You und Don’t Shut Me Down aufgenommen. Sukzessive entstand die Idee, ein ganzes Album zu produzieren. Es entstand in Benny Anderssons Riksmixningsverket-Studio in Stockholm. Im Zuge der Albumproduktion wurde auch Keep an Eye on Dan aufgenommen. Für den Text zeichnen sowohl Benny Andersson als auch Björn Ulvaeus verantwortlich, während die Produktion ausschließlich von Andersson übernommen wurde.

## Inhaltliches
Das Werk handelt von einer Mutter, die ihren Sohn, Dan, bei ihrem Ex-Mann abgibt und ihn bittet auf ihren Sohn Acht zu geben. Weiterhin beschreibt das Werk die einstigen Gefühle der Mutter gegenüber dem Vater des gemeinsamen Kindes. Björn Ulvaeus beschrieb den Hintergrund des Textes wie folgt:

„All of us who have been divorce know what it's like to leave that little kid and seeing how absorbed that little kid is with the other parent.“

„Alle von uns, die eine Scheidung hinter sich haben, wissen, wie es ist, das kleine Kind zu verlassen und zu sehen, wie sehr es von dem anderen Elternteil eingenommen ist.“

Musikalisch ist der Song in eine Strophe, gefolgt von einem Prechorus und Refrain, einer zweiten Strophe samt eines zweiten Prechorus sowie der Wiederholung des Refrains, einer Bridge und einer weiteren Wiederholung des Refrains gegliedert. Getragen wird das Werk u. a. von einem elektronischen Piano, sowie Pauken und Streichern, die ebenfalls Teil des Arrangements sind. Als weitere Einflüsse sind Synthesizer zu hören. Die Hauptstimme des Gesangs übernimmt Agnetha Fältskog, Anni-Frid Lyngstad stimmt in den beiden Prechorussen ein. Auch der Refrain und die Bridge werden gemeinsam von Fältskog und Lyngstad gesungen. In der Bridge und im letzten Refrain sind zudem Andersson und Ulvaeus als Backingvocals zu hören. Abschluss findet das Werk mit dem kleinen Klaviermotiv, das ABBA in ihrem Song S.O.S. verwendete.
Neben den vier ABBA-Mitgliedern waren folgende Musiker an der Entstehung des Songs beteiligt:
- Lasse Jonsson und Lasse Wellander (Gitarre)[5]
- Per Lindvall (Schlagzeug und Perkussion)[5]

Als Mischtechniker war Bernard Löhr verantwortlich, Björn Engelmann war Mastering-Ingenieur, als Ingenieurassistentinnen standen ihm Linn Fijal und Vilma Colling zur Seite.

## Rezeption

### Kritik
„Agnetha singt über Scheidungskinder ("Keep an eye on Dan"), darunter wummert ein 70er-Dance-Beat.“

„“Keep an Eye on Dan” is electronic Abba with squiggly synth riffs and lyrics about getting divorced from the easily rhymed titular character.“

„„Keep an Eye on Dan“ ist ein elektronischer Abba mit verschnörkelten Synth-Riffs und Texten über die Trennung von der leicht zu reimenden Titelfigur.“

„Da reiht sich auch „Keep An Eye On Dan“ ein, der absolut beste Track auf diesem Album. Die zwei Schwedinnen singen dramatisch wie einst in „S.O.S“ zu einem florierenden Piano-Beat, unter dem es elektronisch brodelt und wabert.“

„Keep an Eye on Dan offers another miserable monologue from a pining divorcee, spoiling its fantastic mixture of Visitors-era iciness and Voulez-Vous-era disco propulsion.“

„„Keep an Eye on Dan“ bietet einen weiteren unglücklichen Monolog einer sehnsüchtigen, geschiedenen Frau, der seine fantastische Mischung aus Kälte aus der Visitors-Ära und Disco-Antrieb aus der Voulez-Vous-Ära verdirbt.“

„„Keep An Eye On Dan“ ist ein sich langsam aufbauender Disco-Klopfer mit einer Synthesizer-Kadenz, die Andersson wahrscheinlich auf seinem alten „Gimme! Gimme! Gimme!“-Keyboard spielt – der Song endet mit dem kleinen Piano-Motiv von „S.O.S.“.“

### Charts und Chartplatzierungen
Keep an Eye on Dan erschien nicht als Single, wurde aber durch das Album zu Download und Streaming bereitgestellt und konnte somit eine Platzierung erlangen.
| ChartsChartplatzierungen | Höchstplatzierung | Wochen |
| ------------------------ | ----------------- | ------ |
| Schweden (GLF)           | 19 (1 Wo.)        | 1      |